# István Kovács (bokser)
István Kovács (ur. 17 sierpnia 1970 w Budapeszcie) – węgierski bokser kategorii muszej, koguciej  i piórkowej. Jako amator był mistrzem Europy, świata i olimpijskim. W latach 1997–2002 walczył zawodowo, zdobywając mistrzostwo Europy EBU (2000) oraz świata WBO (2001) w wadze piórkowej.

## Kariera amatorska
W 1991 roku został mistrzem Europy w Göteborgu i świata w Sydney w kategorii muszej.  Na letnich igrzyskach olimpijskich w Barcelonie zdobył brązowy medal. Od 1993 roku walczył w wadze koguciej, zdobywając m.in. brązowy (1993) i złoty (1996) medal mistrzostw Europy w Bursie, a także złoty medal igrzysk olimpijskich w Atlancie. W 1997 roku tryumfował również na mistrzostwach Europy w Budapeszcie w kategorii piórkowej.

## Kariera zawodowa
W 1997 roku rozpoczął karierę zawodową. Stoczył 23 pojedynki, spośród których 22 wygrał (11 przez nokaut). W styczniu 2001 roku walce o mistrzostwo świata federacji WBO pokonał Antonio Diaza. Tytuł stracił pół roku później na rzecz Julio Pablo Chacona, z rąk którego poniósł jedyną w swej zawodowej karierze porażkę. Swoją ostatnią walkę stoczył w 2002 roku na gali w Gdańsku.